# Wehrenfennig (Theologengeschlecht)
Wehrenfennig, auch Wehrenpfennig, ist ein aus Halberstadt stammendes Theologengeschlecht, das vornehmlich in Österreich und in den Sudetenländern wirkte. Sie sind durch Heirat dem ebenfalls in der Zeit der ersten Duldung des Protestantismus Ende des 18./Anfang des 19. Jahrhunderts in Österreich tätigen Zweig des Geschlechts Overbeck verbunden.

## Stammfolge (Auszug)
1. Gabriel Gottlieb Wehrenfennig (1704–1764), Cancellarius des fränkisch-westfälischen Gesandten bei dem Immerwährenden Reichstag in Regensburg[2]
  1. Julius Theodor Wehrenfennig (1753–1834), erster evangelischer Pfarrer der Toleranzgemeinde Gosau – das Haus Wehrenfennig ist heute eines der ältesten erhaltenen Holzhäuser im Gosautal und dient als Haus der Begegnung[3]
    1. Johann Theodor Wehrenfennig (1794–1856), 1816–1819 Pastor in Schladming, 1819–1856 Pastor in der Toleranzgemeinde Goisern, 1833 Senior der evangelischen Kirchengemeinden in Oberösterreich. 1855 wurde er Superintendent der Superintendenz A.B. Oberösterreich,[4][5] ⚭ Maria Theresa Overbeck (1705–1855), Tochter des Johann Georg Overbeck, Pfarrer der Toleranzgemeinde Goisern, Senior der Evangelischen Kirche in Oberösterreich → Sohn der Eleonora Maria Jauch (1732–1797) verheiratete Overbeck
      1. Adolf Wilhelm Wehrenfennig (1819–1882), Pfarrer in Neukematen und Gosau, Senior
        1. Wilhelm Johann Theodor Wehrenfennig (1864–1945), Pfarrer der Toleranzgemeinde Neukematen
        2. Arnold Wehrenfennig (1867–1937), Pfarrer in Innsbruck
          1. Walter Wehrenfennig (* 1898), Pfarrer der Toleranzgemeinde Goisern
            1. Werner Wehrenfennig (1932–2021), Pfarrer in Reutte

      2. Karl Hermann Wehrenfennig (1822–1881), Architekt, erbaute die Kirchen in Gosau, Gmunden und Vöcklabruck
      3. Moritz Conrad Ernst Wehrenfennig (1826–1895), Pfarrer und Senior in Goisern, ⚭ Luise Hertlein (1821–1897), weit über die Grenzen des Landes hinaus bekannt für ihr caritatives Wirken,[6] gründete und leitete eine Kleinkinderschule und ein evangelisches Erziehungsheim in Goisern, heute „Luise-Wehrenfennig-Haus“[7]

    2. Bernhard Friedrich Wehrenfennig (1805–1855), Pfarrer und Senior in Gosau
      1. Gustav Theodor Constantin Wehrenfennig (1842–1926), Pfarrer der Toleranzgemeinden Klein Bressel, Gnesau und Eferding
        1. Erich Edmund Wehrenfennig (1872–1968), Pfarrer in Trautenau und Gablonz, Senior und Kirchenpräsident (Landesbischof) der Deutschen Evangelischen Kirche in Böhmen, Mähren und Schlesien
        2. Friedrich Wehrenfennig (1875–1953), Vikar in Hotzendorf und Neutitschein, Pfarrer in Morchenstern, Iglau und Aussig
        3. Martha Wehrenberg (1878–1956) ⚭ Adolf Heller (1875–1958), Kirchenrat in Bamberg

Gottfried Paulus Wehrenfennig (1873–1950) Vikar in Meran, Reiseprediger in Pilsen, Prag und Aussig, Pfarrer im Ortsteil Turn in Teplitz, langjähriger Bundesführer des Bundes der Deutschen, enger Freund des Reichsstatthalters im Sudetenland Konrad Henlein und erster Träger des Goldenen Ehrenzeichens des Bundes der Deutschen in Böhmen. „Gottfried Wehrenfennig … war der Obmann des Bundes der Deutschen, der die Sudetendeutschen zuerst auf unpolitischem Gebiete geeinigt hat, ehe Konrad Henlein ihre politische Einigung zustande gebracht hat …“
Charitas Marie Wehrenfennig (1887–1917) ⚭ Alfred Strenger (* 1880)
Manfred Apollos Strenger-Wehrenfennig (1905–1988), Bischof der Hochkirche in Österreich